# Karangrejo (Dempet)
Karangrejo is een bestuurslaag in het regentschap Demak van de provincie Midden-Java, Indonesië. Karangrejo telt 2017 inwoners (volkstelling 2010).